# Dasylirion acrotrichum
Dasylirion acrotrichum, llamada en México cucharilla, es una especie  de planta fanerógama perteneciente a la familia Asparagaceae, anteriormente de las ruscáceas. Es nativa del norte y centro de México.

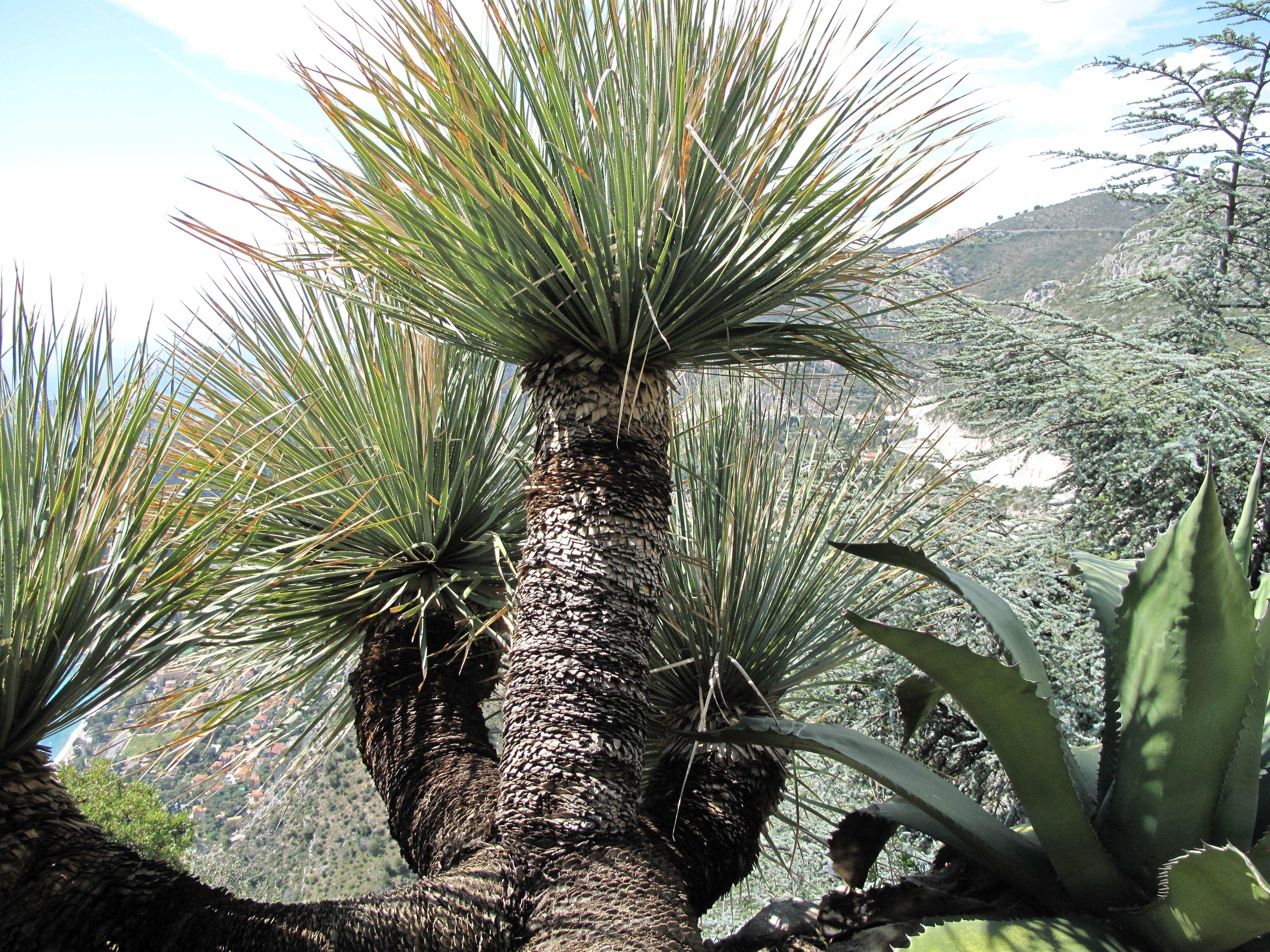
Detalle del tronco

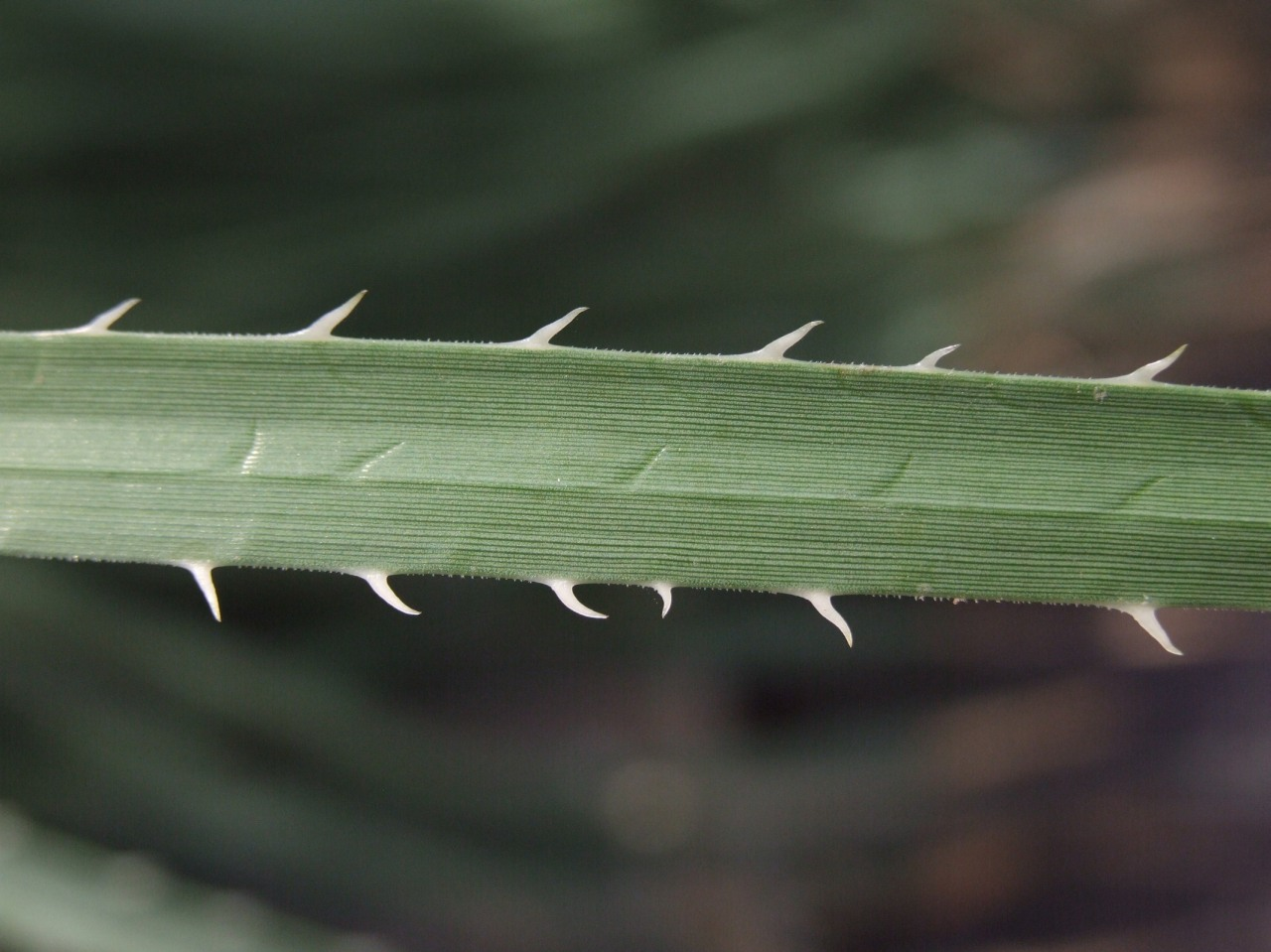
Detalle de la hoja

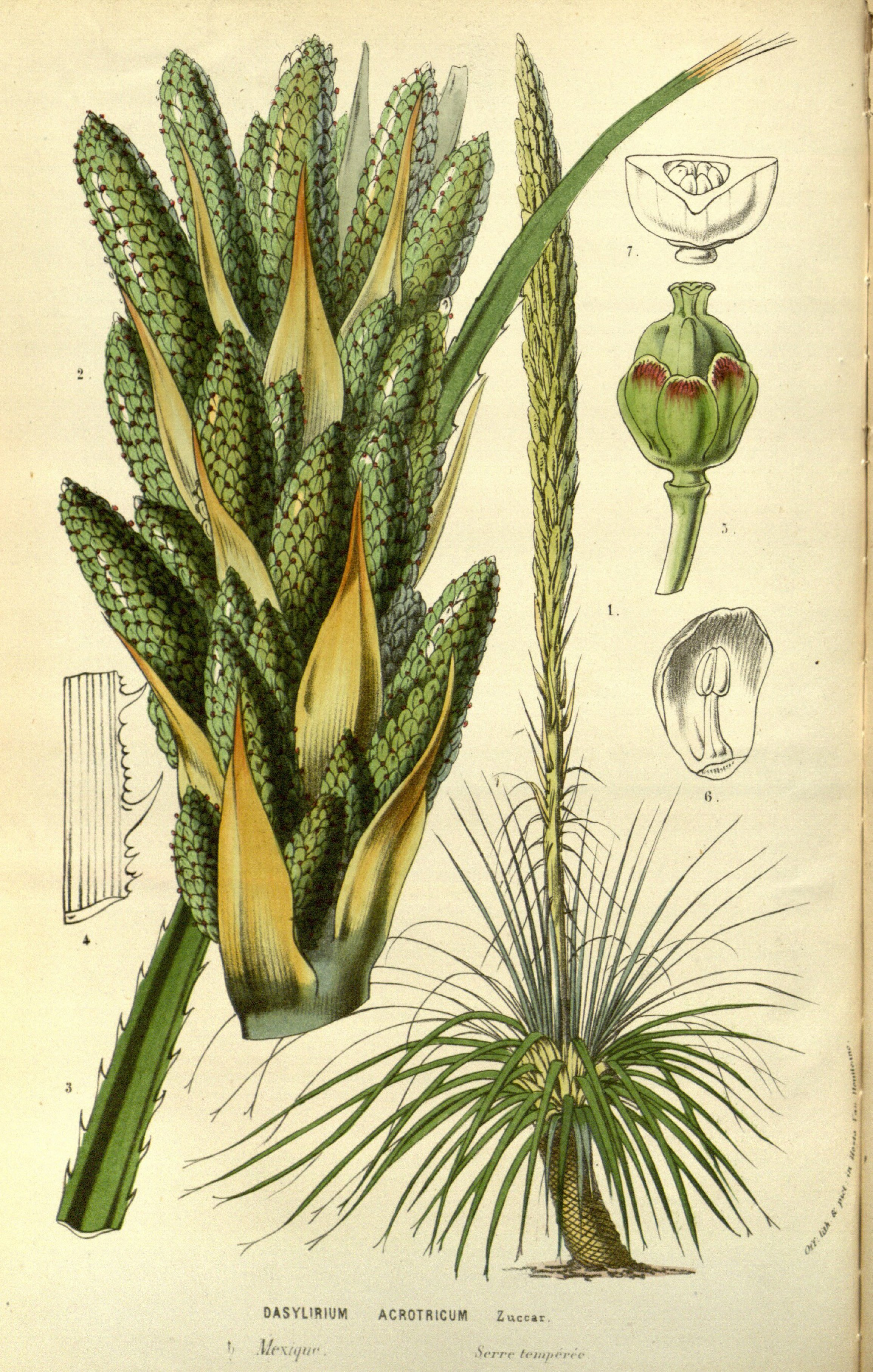
Ilustración

## Descripción
Tiene las hojas estrechas con un tamaño de hasta 1 m de largo 1 cm de ancho, forma una roseta radial y simétrica de 1,8 m de altura y el mismo diámetro, a partir de un núcleo central que se alarga en troncos decumbentes. La inflorescencia se produce en el verano con pequeñas flores blancas.

## Distribución
Se distribuye por México en San Luis Potosí, Zacatecas, Aguascalientes, Guanajuato, Hidalgo, Jalisco, Nayarit, Querétaro, Oaxaca, Puebla y Veracruz.

## Cultivo
Es una planta tolerante a la sequía y que se cultiva en viveros para su uso en los jardines en el suroeste de Estados Unidos y California. Dasylirion acrotrichum es resistente a los -6 °C.

## Taxonomía
Dasylirion acrotrichum fue descrita por (Schiede) Zucc. y publicado en Abhandlungen der Mathematisch-Physikalischen Classe der Königlich Bayerischen Akademie der Wissenschaften 3, Abt. 1: 228, t. 1, f. IV, en el año 1840.
Etimología
Dasylirion: nombre genérico compuesto que deriva de la palabra griega: dasys para "rugosa" , "descuidada" y leirion de "lirio", que probablemente fue elegido debido a las hojas largas y desordenadas.
acrotrichum: epíteto latino que significa "con los extremos peludos".
Sinonimia
- Barbacenia gracilis (Brongn.) Baker
- Bonapartea gracilis Sweet
- Dasylirion gracile (Brongn.) Zucc.
- Dasylirion graminifolium S.Watson
- Dasylirion robustum Gorl. ex Trel.
- Roulinia acrotricha (Schiede) Brongn.
- Roulinia gracilis Brongn.
- Yucca acrotricha Schiede basónimo[5]